# Życie Literackie
Życie Literackie („Literarisches Leben“) war eine polnische Literaturzeitschrift, die von 1951 bis 1990 in Krakau herausgegeben wurde.
Die Zeitschrift erschien von 1951 bis 1952 alle zwei Wochen und anschließend bis zur Einstellung wöchentlich. Zunächst war Henryk Markiewicz Chefredakteur, bis Władysław Machejek das Amt 1952 übernahm. In den Anfangsjahren seines Erscheinens von 1951 bis 1956 war es das Organ des Krakauer Abteils des Verbandes der Polnischen Literaten.
In der Zeitschrift publizierten u. a. folgende Autoren: Adam Augustyn, Stanisław Balbus, Józef Baran, Jan Błoński, Andrzej Brycht, Waldemar Dras, Michał Głowiński, Ewa Lipska, Wisława Szymborska und Marek Żukow-Karczewski.